# Utebo
Utebo – gmina w Hiszpanii, w prowincji Saragossa, w Aragonii, o powierzchni 17,72 km². W 2011 roku gmina liczyła 18 281 mieszkańców.